# Niphadoses palleucus
Niphadoses palleucus là một loài bướm đêm trong họ Crambidae.